# Trichaeta albosignata
Trichaeta albosignata là một loài bướm đêm thuộc phân họ Arctiinae, họ Erebidae.